# Cleistocactus samaipatanus
Cleistocactus samaipatanus ist eine Pflanzenart in der Gattung Cleistocactus aus der Familie der Kakteengewächse (Cactaceae). Das Artepitheton samaipatanus verweist auf das Vorkommen der Art in der Nähe der Stadt Samaipata in Bolivien.

## Beschreibung
Cleistocactus samaipatanus bildet von der Basis verzweigte Gruppen mit einigen aufrechten Stämmen und erreicht Wuchshöhen bis zu 1,50 Meter
bei Durchmessern von 3,5 bis 4 Zentimeter. Die niedrigen, quergefurchten 14 bis 16 Rippen sind 2 Millimeter hoch und 7 Millimeter breit. Auf ihnen sitzen in einem Abstand von 3 bis 4 Millimetern die Areolen, die oben anfangs bräunlich filzig sind. Aus ihnen entspringen strahlenförmig 13 bis 22 dünne, ungleiche Dornen von 4 bis 30 Millimeter Länge. Diese sind weißlich-aschfarben, blassgelblich oder bräunlich.
Die 4 Zentimeter langen Blüten sind sehr schiefsaumig und haben schmale, lockerere und zurückgebogene, spitzliche Kelchblätter die purpurrot sind. Die Blütenkrone ist leicht zusammengedrückt. Die linearen Kronblätter sind blutrot und werden bis 15 Millimeter lang. Am Röhrengrund ist ein Wollring vorhanden. Die Staubblätter stehen in zwei Reihen und haben dunkelpurpurfarbene Staubbeutel. Der Griffel ragt nicht hervor.
Die kleinen, kugelförmigen Früchte sind 9 bis 11 Millimeter lang und 7 bis 9 Millimeter breit. Sie sind dicht weiß- und braunwollig mit einem anhaftenden Blütenrest und enthalten winzige, schwärzlich-braune oder schwarze Samen.

## Verbreitung, Systematik und Gefährdung
Cleistocactus samaipatanus ist im Tiefland des bolivianischen Departamento Santa Cruz weit in Höhenlagen von 1000 bis 2000 Metern verbreitet.
Die Erstbeschreibung Bolivicereus samaipatanus wurde 1951 von Martín Cárdenas veröffentlicht. David Richard Hunt stellte die Art 1987 in die Gattung Cleistocactus. Weitere nomenklatorische Synonyme sind Borzicactus samaipatanus (Cárdenas) Kimnach (1960) und Echinopsis samaipatana (Cárdenas) Anceschi & Magli (2013).
In der Roten Liste gefährdeter Arten der IUCN wird die Art als „Least Concern (LC)“, d. h. als nicht gefährdet geführt.

## Nachweise